# Juego de letras
Un juego de letras es un juego social o un rompecabezas en donde los jugadores deben componer o descubrir palabras sobre la base de usar letras o agregar letras; el conjunto de esas letras que se usan o se agregan y sus eventuales repeticiones, puede estar determinado o ser abierto. En muchos casos, el soporte del juego lo constituyen fichas cada una de las cuales contiene una letra, o bien cuadros especiales donde el jugador puede agregar (sobreimprimir) una o varias letras (generalmente, una letra por casillero).
La principal dificultad asociada a este tipo de juego, y a veces las discusiones o diferencias de opiniones, está en la base de palabras de referencia. Para mejorar este aspecto, los jugadores pueden convenir de antemano aceptar como válidas las entradas de un determinado diccionario, aceptar o no las abreviaciones, aceptar o no las formas conjugadas, aceptar o no las palabras compuestas, aceptar o no los nombres propios, aceptar o no las palabras en idiomas foráneos, etc…
En los juegos francófonos de letras tipo scrabble, se logró superar esta dificultad a partir de 1990, cuando Larousse editó un Officiel du jeu Scrabble que resolvía todas estas dudas, y que se actualizaba regularmente.

## Algunos juegos de letras
Juegos clásicos de letras
- Mots croisés
- Mots fléchés
- Mots mêlés

Juegos de sociedad

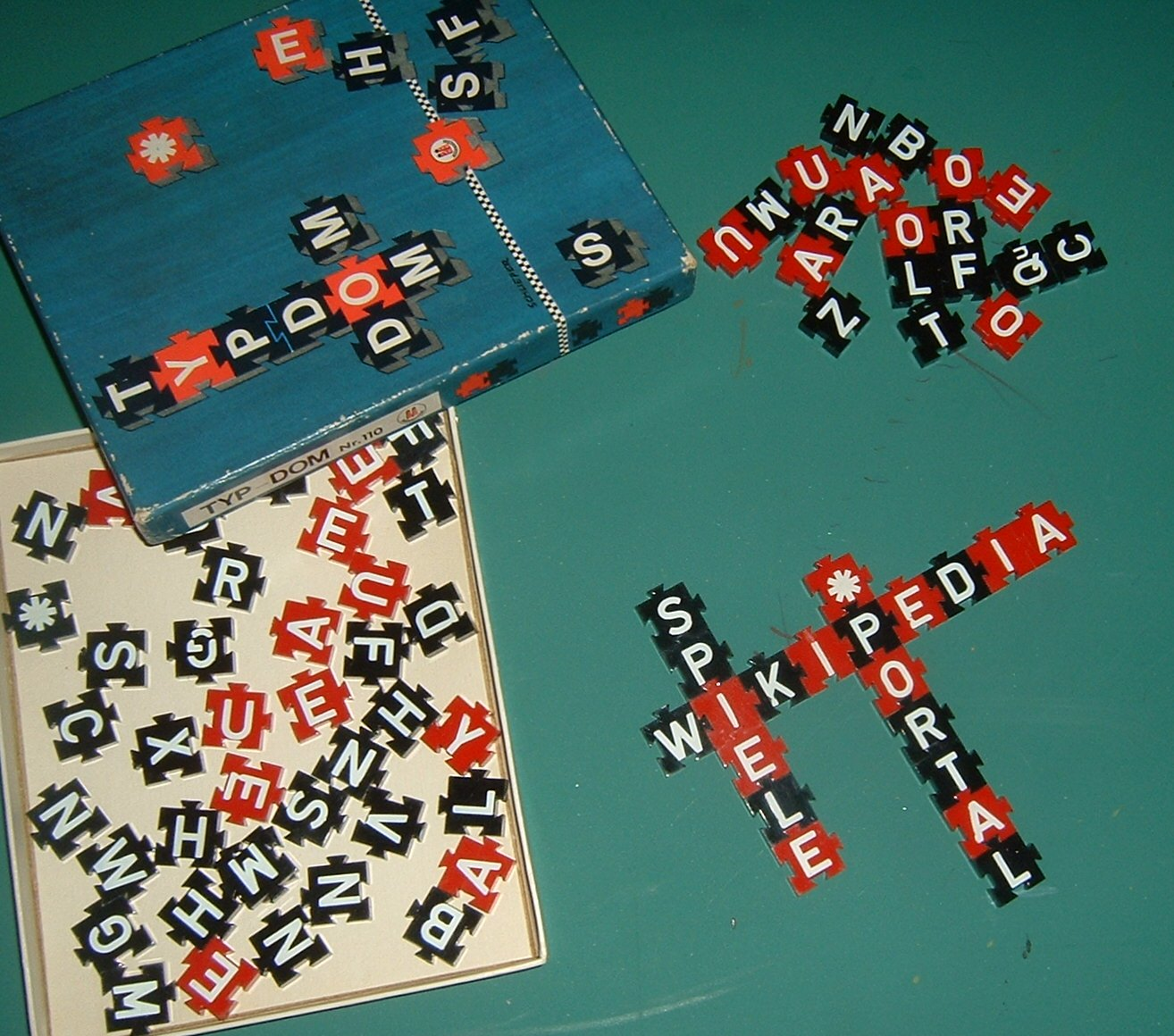
Typdom, un juego de letras de 1930.

- Alphacite.fr: La cité des jeux de lettres et de culture sur internet. Au Lettramix, les joueurs doivent constituer le maximum de mots le plus long possible en trois minutes chrono.
- Boggle: les joueurs doivent composer des mots à partir d'un tirage aléatoire de dés.
- Composio: à chaque tour, un joueur doit ajouter une lettre ou accuser le joueur précédent de ne pouvoir faire un mot avec les lettres déjà ajoutées.
- Diamino: un des plus anciens jeux de lettres, ancêtre du Scrabble
- Jarnac: deux joueurs s'opposent en formant des anagrammes; il est possible de "voler" un mot oublié par l'adversaire.
- Lettriq: jeu informatique, résultat d'un mélange entre le Scrabble et Tetris.
- Lexicon: datant de 1933, constitué de cartes-lettres avec de nombreuses règles.
- Mixmo: Jeu de lettres dynamique. Pour gagner, il faut être le premier à terminer sa grille de mots. Un jeu créé en 2007 et édité depuis avril 2009 par Sly Frog Games.
- Le Mot le plus long: rendu célèbre par le jeu télévisé Des chiffres et des lettres
- Motus: un jeu télévisé dérivé du Mastermind et adapté en jeu de société.
- Octoverso: Un jeu de lettres innovant où 8 lettres chevalées imprimées recto verso coulissent un rail pivotant. Chaque joueur compose un mot du côté de son choix à partir de 2 lettres existantes, et repousse les lettres en trop chez son adversaire. 1.er Prix tendances Paris 2010, Grand Prix de la presse Paris 2011.
- Pendu: Le pendu est un jeu consistant à trouver un mot en devinant quelles sont les lettres qui le composent. Le jeu se joue traditionnellement à deux, avec un papier et un crayon, selon un déroulement bien particulier.
- RAMDAM: Un jeu de lettres se trouvant à mi-chemin du Scrabble et de Tetris.
- Rummikub Lettres: adaptation du Rami avec des lettres
- Scrabble: le jeu de lettres le plus pratiqué dans de nombreux pays.
- TopWord: semblable au Scrabble, mais avec la possibilité d'empiler les lettres verticalement.
- Zakhia: jeu de mots croisés et de connaissances autorisant les noms propres
- Vertimo: jeu de lettres stratégique basé sur le principe des mots mêlés